# Соловьёвка (Полтавский район)
Соловьёвка — село в Полтавском районе Омской области России. Административный центр Соловьёвского сельского поселения.

## История
Основано в 1907 году. В 1928 году село состояло из 77 хозяйств, основное население — украинцы. Центр Соловьёвского сельсовета Полтавского района Омского округа Сибирского края.

## Население
| 1926 | 2010  |
| ---- | ----- |
| 411  | ↗1049 |